# Maison À l'Anneau d'or
La maison À l'Anneau d'or est une ancienne maison de commerce érigée en 1754 et située dans le centre historique de la ville de Liège en Belgique.

## Localisation
Cette maison est située au no 10 de la rue Donceel, une voie du centre de Liège située à proximité de la collégiale Saint-Denis.

## Conception
Cette ancienne maison de commerce (à l'origine vraisemblablement une brasserie ou une taverne) bâtie en 1754 est composée de quatre niveaux (trois étages) et de trois travées. La façade est érigée en pierre calcaire et brique peinte. Le soubassement est en pierre calcaire. Elle est percée de baies à hauteur dégressive par niveau. Tous les linteaux des baies sont bombés et possèdent une clé de voûte avec motif végétal. L'anneau d'or (sculpture dorée) se trouve dans un cartouche placé à l'allège de la baie vitrée du premier étage de la travée centrale. À sa gauche, on peut lire : ANNO, à sa droite : 1754 et en dessous : A L ANEAU D OR (avec un seul n). La façade a été restaurée en 2003.

## Classement
La maison À l'Anneau d'or (façade et toiture), est reprise sur la liste du patrimoine immobilier classé de Liège depuis 1984. Elle possède l'une des enseignes en pierre sculptée les plus représentatives de la ville de Liège qui en compte plus d'une centaine.
L'immeuble voisin sis au no 12, datant du début du XVIIIe siècle, fait aussi l'objet d'un classement.